# Дрвени сандук Томаса Вулфа
„Дрвени сандук Томаса Вулфа“ је југословенски филм из 1974. године. Режирао га је Бранко Иванда, а сценарио је писао Данило Киш.

## Радња
Телевизијска драма "Дрвени сандук Томаса Вулфа" је део недовршеног циклуса "Седам смртних грехова", у којој је Данило Киш за тему изабрао лењост. Ово је прича о два човека, један је бивши логораш, а други ратно сироче, који покушавају да од заборава сачувају оно што не би смело да буде заборављено, при чему поново пролазе кроз исто мучење и немоћ управљања сопственом судбином.

## Улоге
| Глумац           | Улога |
| ---------------- | ----- |
| Слободан Перовић |       |
| Зоран Радмиловић |       |

## Награде
Драма је учествовала на фестивалу у Порторожу 1974, где је награђен редитељ Бранко Иванда.